# هيلين مايلز
هيلين مايلز (بالإنجليزية: Helen Miles) هي منافسة ألعاب القوى بريطانية، ولدت في 2 مارس 1967.

## وصلات خارجية
- هيلين مايلز على موقع الاتحاد الدولي لألعاب القوى (الإنجليزية)
- هيلين مايلز على موقع أوليمبيديا (الإنجليزية)
- هيلين مايلز على موقع اللجنة الأولمبية البريطانية (الإنجليزية)